# Čakajovce
Čakajovce (Hongaars: Csekej) is een Slowaakse gemeente in de regio Nitra, en maakt deel uit van het district Nitra.
Čakajovce telt 1.139 inwoners.